# Argyroneta
Argyroneta Latreille, 1804 è un genere di ragni appartenente alla famiglia Dictynidae.

## Etimologia
Il nome è un composto dal termine greco ἄργυρος (árgyros, "argento") combinato con νητός (netós), un derivato di νέω (néō, "tessere").

## Tassonomia
La tassonomia del genere Argyroneta è travagliata: inizialmente inserito nella famiglia Agelenidae, venne trasferito a Cybaeidae (Grothendieck & Kraus, 1994) e poi a Dictynidae (Wheeler et al., 2017); venne proposta anche la divisione in una famiglia a parte, Argyronetidae (Thorell, 1870 (Ono, 2009a: 169, Murphy & Roberts, 2015: viii)), tuttavia non sufficientemente giustificata.

### Specie
Il genere contiene una sola specie vivente:
- Argyroneta aquatica (Clerck, 1757)[1][2][3][6] - regione paleartica

### Specie fossile
- Argyroneta longipes Heer, 1865 (specie fossile)[6]

### Nomen dubium
- Argyroneta palustris Risso, 1826[6] (nomen dubium, secondo alcune fonti[3])